# Veto

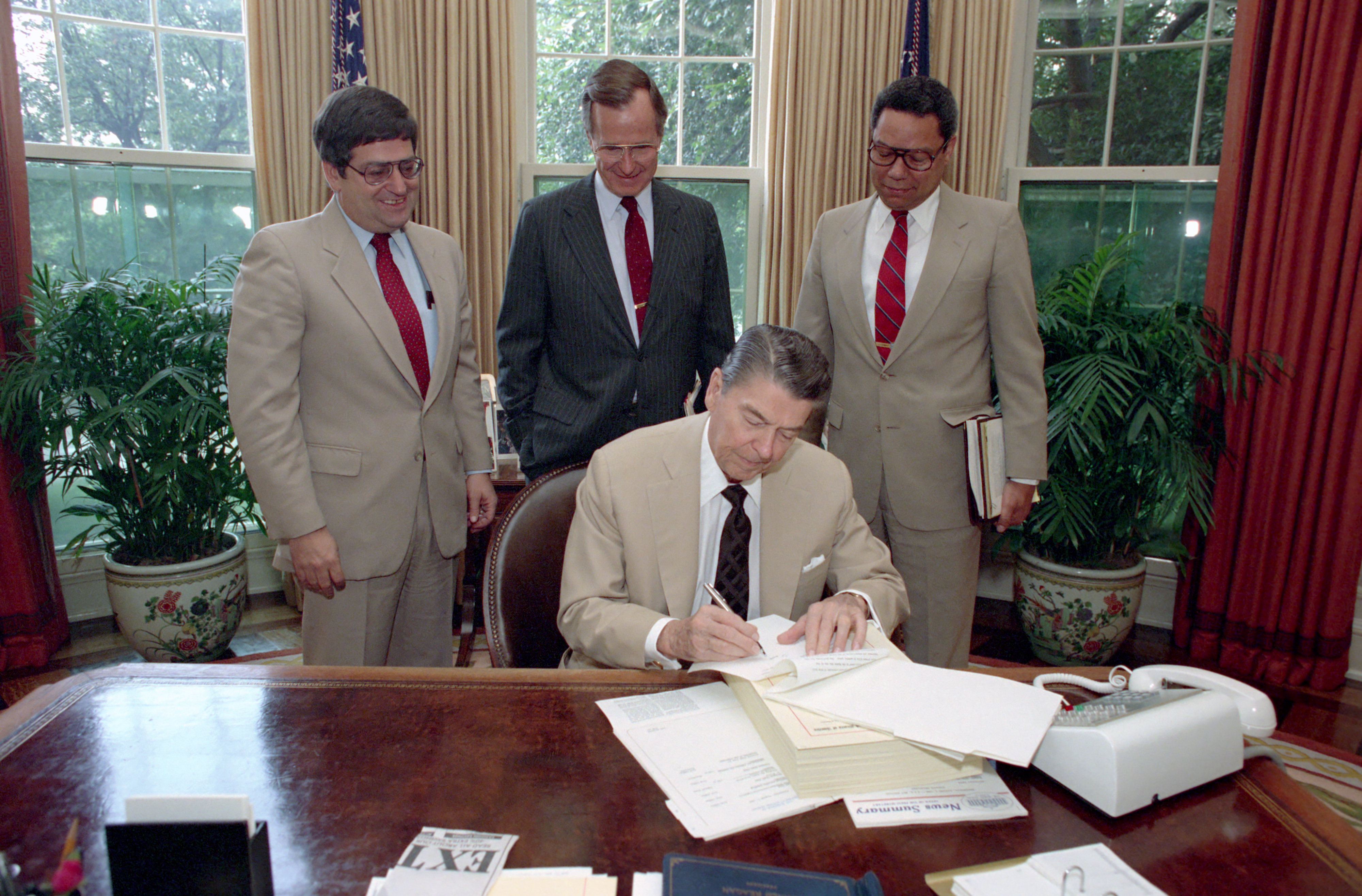
Presidente Ronald Reagan assina veto ao projeto de autorização de defesa com Ken Duberstein, George Bush e Colin Powell no Salão Oval, em 3 de agosto de 1988.

Veto (do latim vetare, significando proibir, vedar, não sancionar), em Direito, é a oposição de um órgão, pessoa ou autoridade, que possui esta competência, a uma deliberação válida emanada de outrem, o que impede que esta deliberação produza efeitos jurídicos. É utilizado, especialmente, no Direito constitucional, significando a negação de sanção pelo chefe do poder executivo à lei elaborada pelo poder legislativo.

## História
O veto originou-se na Roma Antiga, no período republicano, sendo uma faculdade comum a qualquer magistrado romano: todo magistrado podia vetar as ações de seus pares. Entretanto, um tipo especial de magistrado, os Tribunos da plebe, exerciam um poder chamado de intercessio: eles podiam recusar, de maneira unilateral (embora limitada), uma ação de qualquer magistrado romano, inclusive do Senado. Possuía limites formais, como: a impossibilidade de opor-se aos atos do Ditador romano; requerer a presença física do tribuno antes, durante ou imediatamente depois da prática do ato impugnado; e sua aplicação era circunscrita à cidade de Roma.

## Veto no Direito atual

### Brasil
No Brasil, o veto faz parte da técnica de pesos e contrapesos que compõe a teoria da separação dos poderes, sendo exercido pelo chefe do poder executivo que nega sanção à legislação elaborada pelo Congresso Nacional. Sua utilização deve ser fundamentada, sendo duas as possibilidades: a inconstitucionalidade e a inconveniência. A primeira tem caráter jurídico fazendo parte do Controle de constitucionalidade (sendo classificada como "controle de constitucionalidade repressivo político"). A segunda justificativa tem natureza política, sendo uma análise da vantagem ou desvantagem do projeto de lei analisado, isto é, se atende, ou não, ao interesse público.

### Portugal
O veto pode fundamentar-se em razões políticas (veto político) ou pode ter por base a decisão do Tribunal Constitucional pronunciando-se pela inconstitucionalidade do decreto ou de algumas das suas normas (veto por inconstitucionalidade).
O decreto vetado é devolvido à Assembleia da República pelo Presidente da República, solicitando nova apreciação do diploma em mensagem fundamentada. Se a Assembleia confirmar o voto anterior por maioria absoluta dos Deputados em funções, ou por maioria de 2/3 (a Constituição distingue diversas situações) o Presidente deverá promulgar o Decreto. Ver artigo 136, n.º 2 da Constituição.